# سي احساين بن عبد الرحمان
سي احساين بن عبد الرحمان هي قرية مغربية غرب المملكة. تنتمي سي احساين بن عبد الرحمان لإقليم الجديدة الساحلي جنوبي الدار البيضاء. تضم هذه القرية 6.507 نسمة (إحصاء 2004).